# リディア・バーンズ
リディア・"リッツィー"・バーンズ（英語: Lydia "Lizzie" Burns、1827年8月6日 - 1878年9月12日）は、アイルランド人女工で、ドイツの思想家フリードリヒ・エンゲルスの妻である。
リディアの姉メアリー・バーンズは、エンゲルスと知り合い1843年から事実婚状態となった。1863年にメアリーが死去、翌1864年リディアはエンゲルスと結婚した。